# Chilocardamum onuridifolium
Chilocardamum onuridifolium är en korsblommig växtart som först beskrevs av Pierfelice Ravenna, och fick sitt nu gällande namn av Al-shehbaz. Chilocardamum onuridifolium ingår i släktet Chilocardamum och familjen korsblommiga växter. Inga underarter finns listade i Catalogue of Life.